# Surfin' USA
Surfin' U.S.A. és una cançó escrita per Brian Wilson per The Beach Boys basada en la melodia de Chuck Berry "Sweet Little Sixteen". "Surfin' USA" va ser gravada per The Beach Boys, i editada en un single el 4 de març de 1963. A més, també apareix a l'àlbum de 1963 del mateix nom, convertint-se en la número dos de l'any a Billboard. A la cançó la part vocal recau en Mike Love.